# 泰拉·倫德格倫
泰拉·卡羅琳娜·倫德格倫（瑞典語：Tyra Carolina Lundgren，1897年1月9日—1979年11月20日）是一位瑞典畫家、陶藝家、玻璃和紡織品設計師和作家，是20世紀最多才多藝的藝術家和現代主義者之一，倫德格倫同時也是第一位為保羅·維尼尼設計玻璃的女性，並成為瑞典格雷斯風格（Swedish Grace）的先驅。 1950年，她被授予瑞典皇家獎章以表彰她的藝術成就。

## 早年生活和教育
1897年1月9日，泰拉·倫德格倫出生在瑞典斯德哥爾摩，家中共有六個小孩，她是獸醫學院教授約翰·彼得·倫德格倫（瑞典語：約翰·彼得·倫德格倫）和伊迪絲·奧伯格（瑞典語：Edith Åberg）的女兒。倫德格倫從小在富裕和社交活動頻繁的家庭中長大，在這個過程中她發現了自己對藝術的熱愛。後來她就讀久爾索爾姆男女混合學校，並在那裡得到納塔奈爾、艾爾莎·貝斯科夫、愛麗絲·泰格納格魯的教導。 1913年，倫德格倫加入了霍格瑞工業學校，她在該校學習長達四年時間，主要修習裝飾藝術和手工藝課程。同時她也在繪畫學校Althin接受繪畫課程。1917年，她成功錄取瑞典皇家藝術學院，但同時也在維也納的安東·哈納克和巴黎的安德烈·洛特麾下學習，最終於1922年畢業。

## 藝術生涯

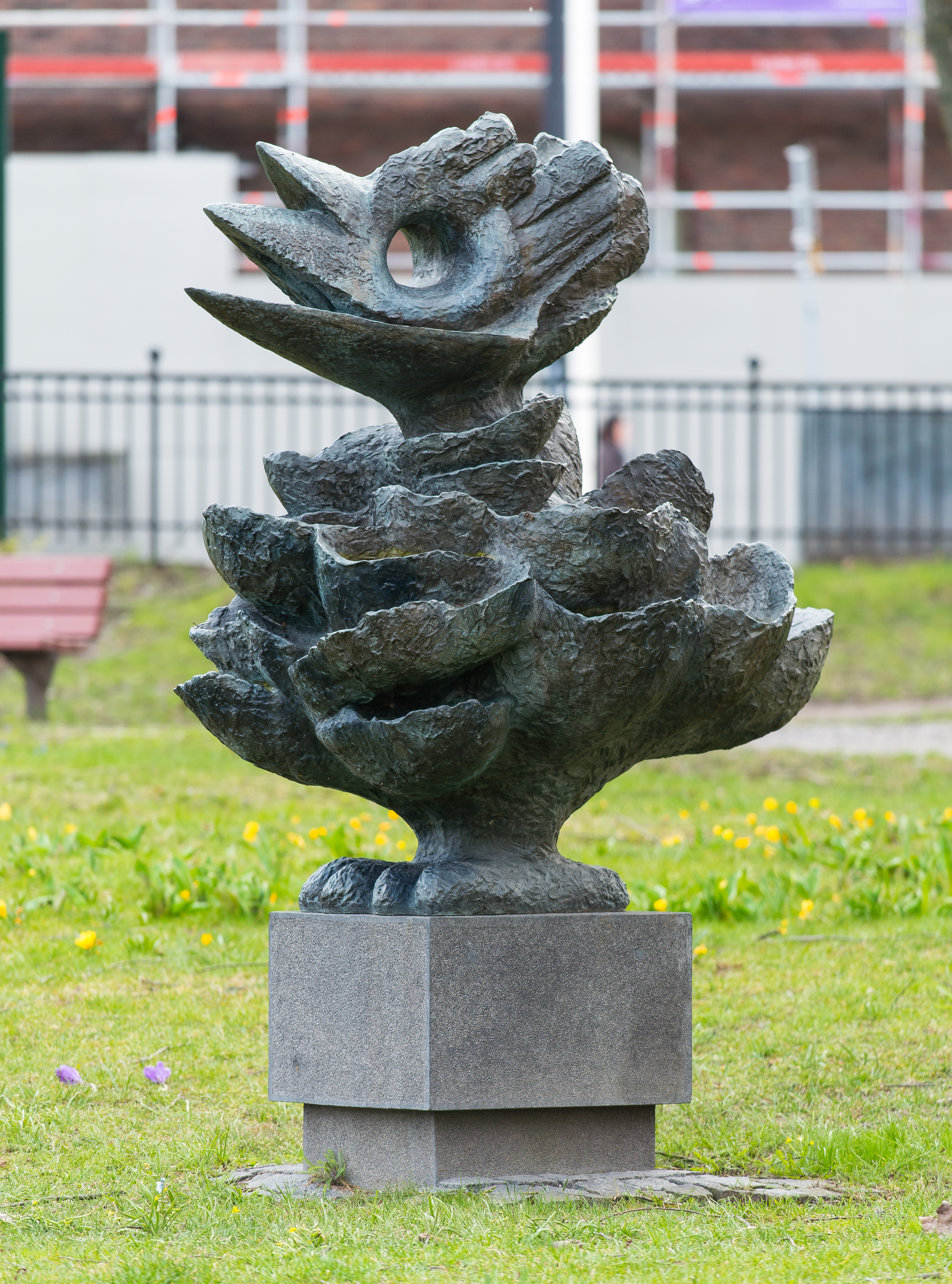
《藍色的鳥》（Fågel blå），位於斯德哥爾摩市政廳外

### 繪畫
倫德格倫一生中大部分時間都在旅行，她的風格發展和她在歐洲不同地方生活的時期相關。她透過各種技術和材料進行描繪，其中鳥、魚和人是她繪畫的主要題材。1920年，她在巴黎逗留的期間，她用調色板畫了肖像畫、真人模特畫、風景畫、靜物畫和立體派風格的室內畫，她的自畫像是以新即物主義風格創作的，無論在強度、服裝、姿態和技術上都有所不同。1927年至1929年是她藝術生涯中的一個突破，在這段期間她主要創作靜物和風景畫，並以新即物主義風格創作。 1950年至1970年期間，她的畫作採用淺色粉筆和生動的筆觸，並代表非具象和抽象藝術。
1921年，她的作品首次在瑞典皇家藝術學院展出，隨後在1920年代的幾個展覽中皆有展出。

### 陶瓷藝術
倫德格倫也許是最為人熟知的陶藝家，她在瓷器行業中既是設計師也是雕塑家。 1922年到1924年期間，她服務於瓷器公司St Eriks Lervarufabrik，後來又轉為芬蘭瓷器品牌Arabia和瑞典瓷器品牌Rörstrand工作，在這段期間內她成為瑞典藝術的主要倡議者，在1930年斯德哥爾摩展覽會之前她擔任Arabia的藝術總監。 1934年到1938年，她在法國巴黎的塞夫爾國家製造廠工作，並設計了石頭紀念碑浮雕，包括位於斯德哥爾摩的作品《傑出女性》，後來她利用熟料粘土、石材和青銅製作出了雕塑模型。

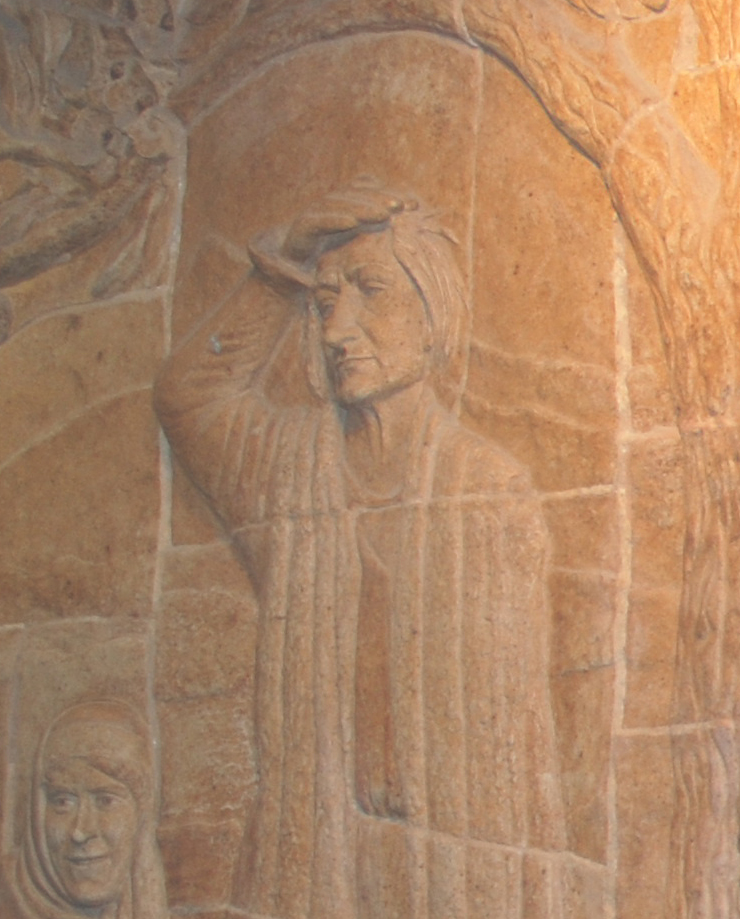
《傑出女性》（聚焦艾倫·凱（瑞典）部分）（Märkeskvinnor）。大型浮雕，創作於1947年，描繪了瑞典歷史上和當代的 14 位傑出女性形象

### 玻璃和紡織品設計
倫德格倫在玻璃設計領域也頗有建樹。1922年，倫德格倫在捷克卡羅維瓦利的玻璃公司莫賽爾擔任玻璃器皿設計師，主要從事新的餐桌設計，並對舊的餐桌進行改造。1924年至1999年期間，她以自由設計師的身分在芬蘭的玻璃公司Riihimäki工作，1934年至1938年期間，她為玻璃公司Kosta工作，設計古典風格的碗和花瓶。1936年，她在「米蘭三年展」上遇到了玻璃製造商保羅·維尼尼，也藉由這次的會面展開彼此的合作並一直持續到1950年代，她後來也成為第一個為維尼尼設計玻璃製品的女性。此外，她還為紡織品公司 Licium 和 NK's Textilkammare 擔任紡織品設計師，並且為其設計了13個不同的型號。

### 寫作

《太陽鳥》（Solfågel）

倫德格倫通過向藝術雜誌《Konstrevy》投稿開始了她的寫作生涯。1930年至1940年期間，她為《Form》和《Svenska hem i ord och bilder》撰稿。她自行出版過三本書：《LERA OCH ELD: Ett Keramiskt Vagabondage I Europa》（1946年）、《Fagert i Fide. Årstiderna på en gammal gotlandsgård》（1961年）以及《Märta Måås-Fjetterström och väv-verkstaden i Båstad》（1968年）。

## 晚年
1950年，她被授予瑞典皇家獎章，用以表彰她對藝術的傑出貢獻。隔年，她被米蘭三年展授予金質獎章。1979年11月20日，倫德格倫在瑞典斯德哥尔摩辭世。